# 阿部千鶴
阿部 千鶴（あべ ちづる、1993年4月19日 - ）は、日本のグラビアアイドル。

## 来歴
神奈川県小田原市出身。ワタナベエンターテイメント養成所修了。
2016年、ミス湘南フォトジェニック受賞。
元SeeDEntertainmentに所属。